# متروی تورین
متروی تورین (ایتالیایی: Metropolitana di Torino) سیستم قطار شهری زیرزمینی در شهر تورین، ایتالیا است.
این مترو که در سال ۲۰۰۶ تأسیس شده، دارای ۱ خط، ۲۱ ایستگاه و ۱۳٫۲ کیلومتر طول می‌باشد.

## نگارخانه

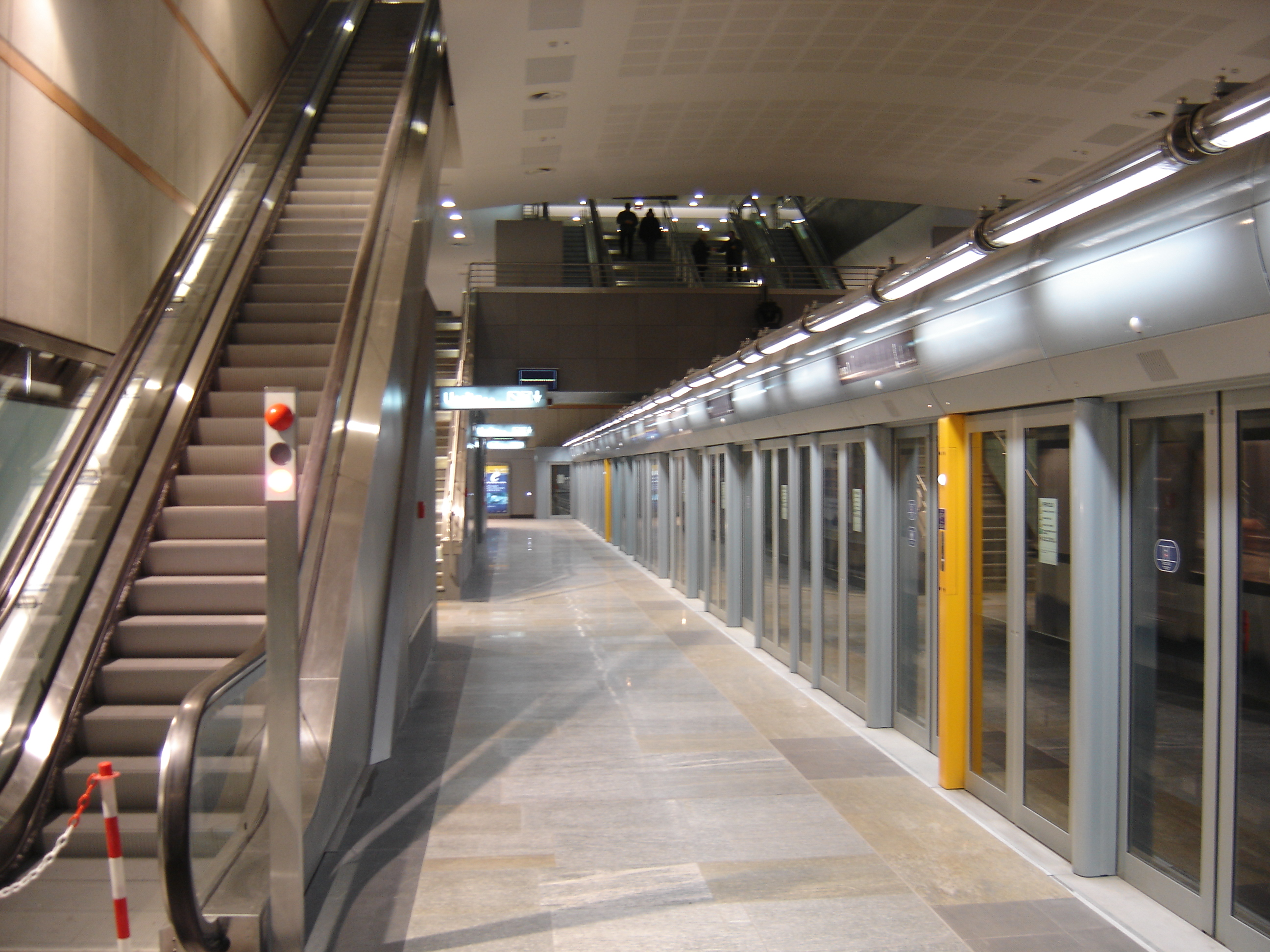
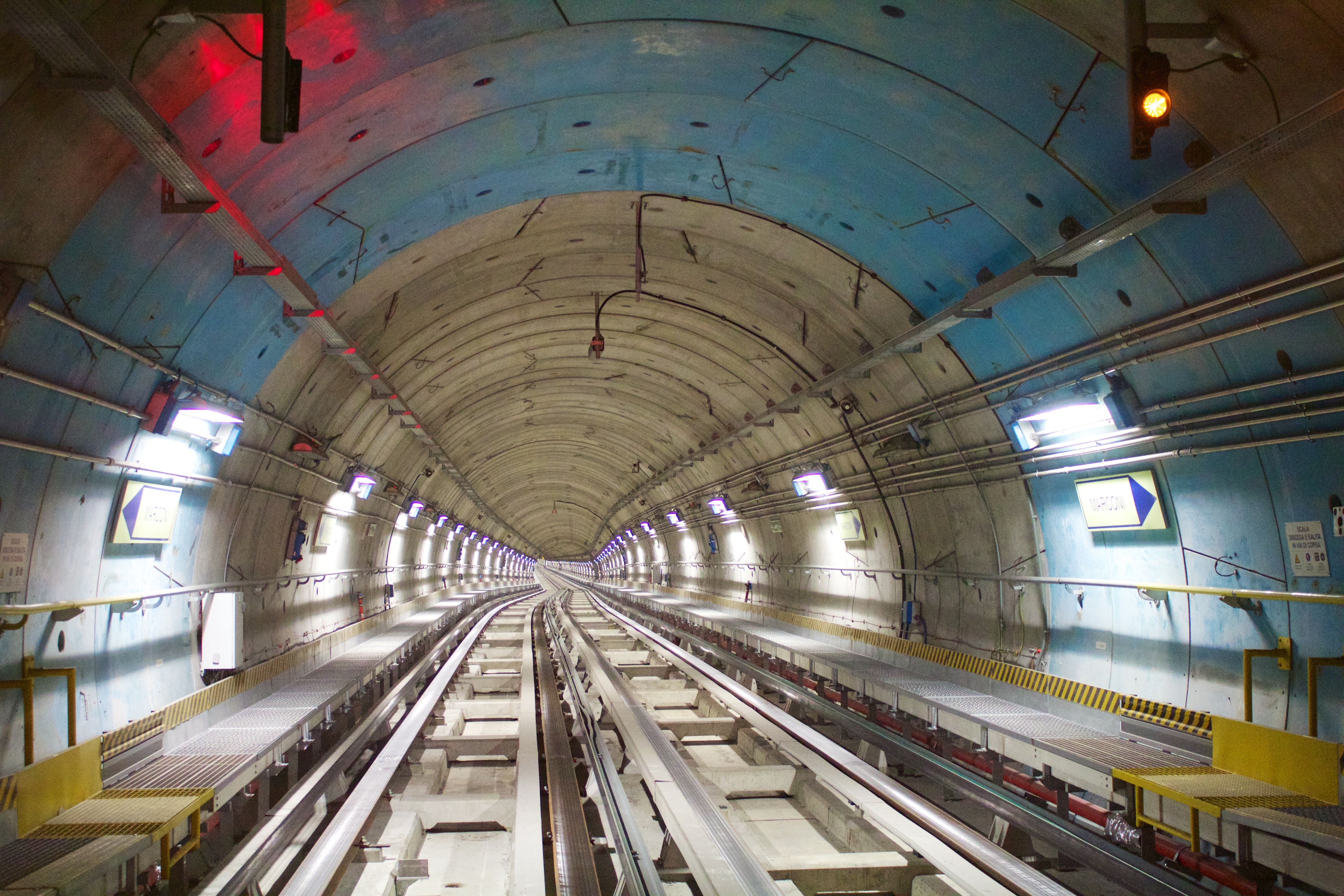
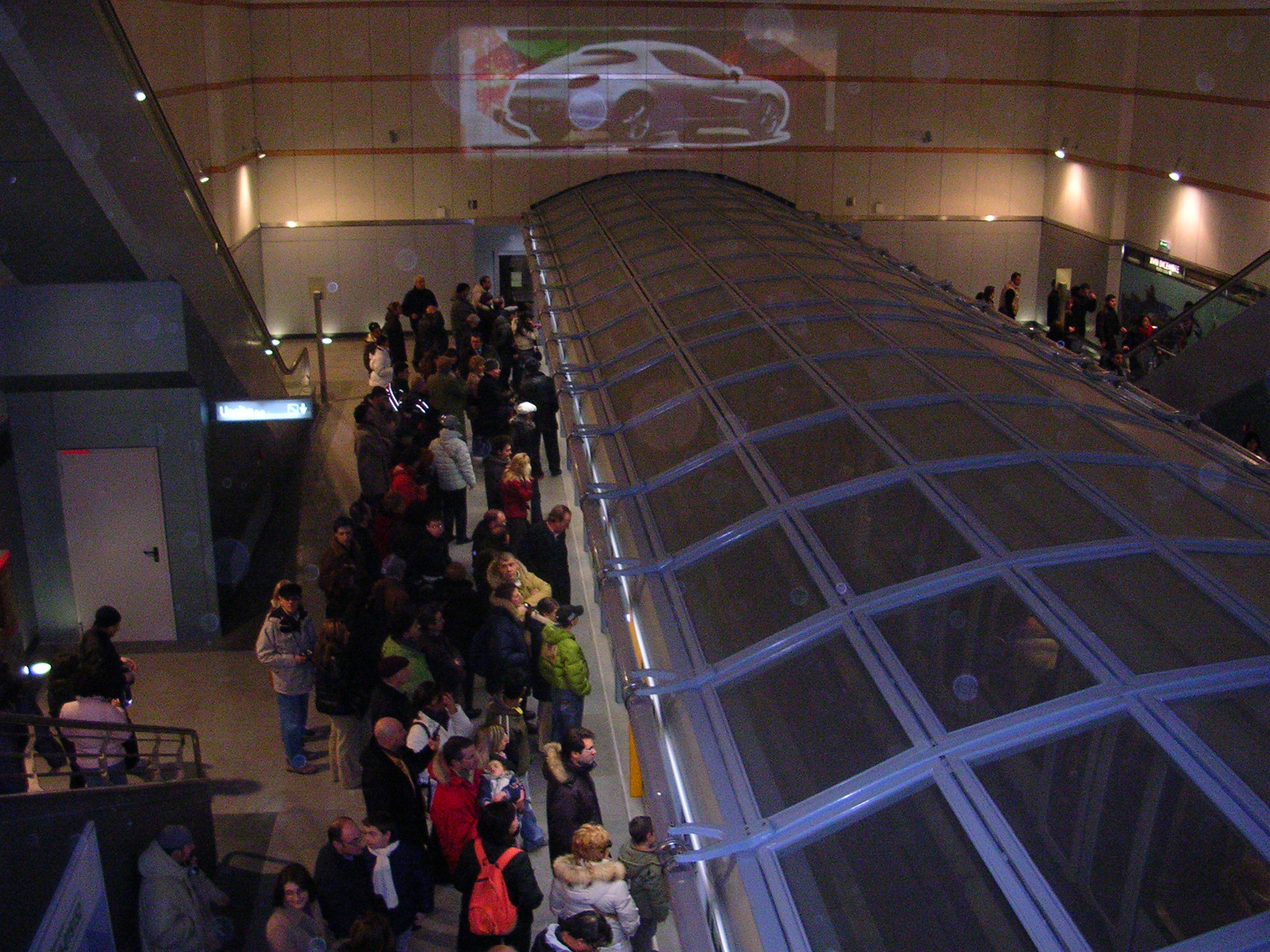
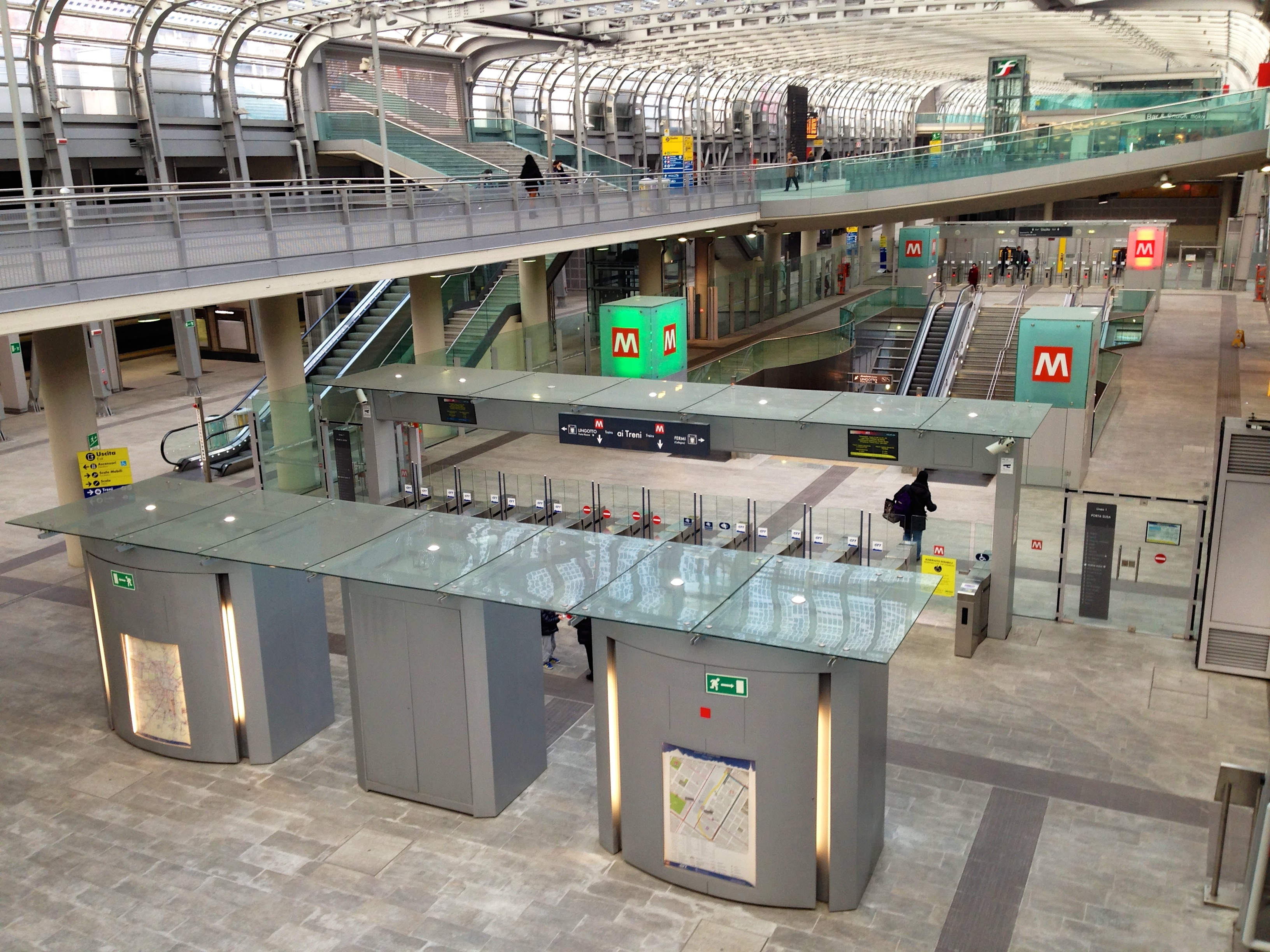
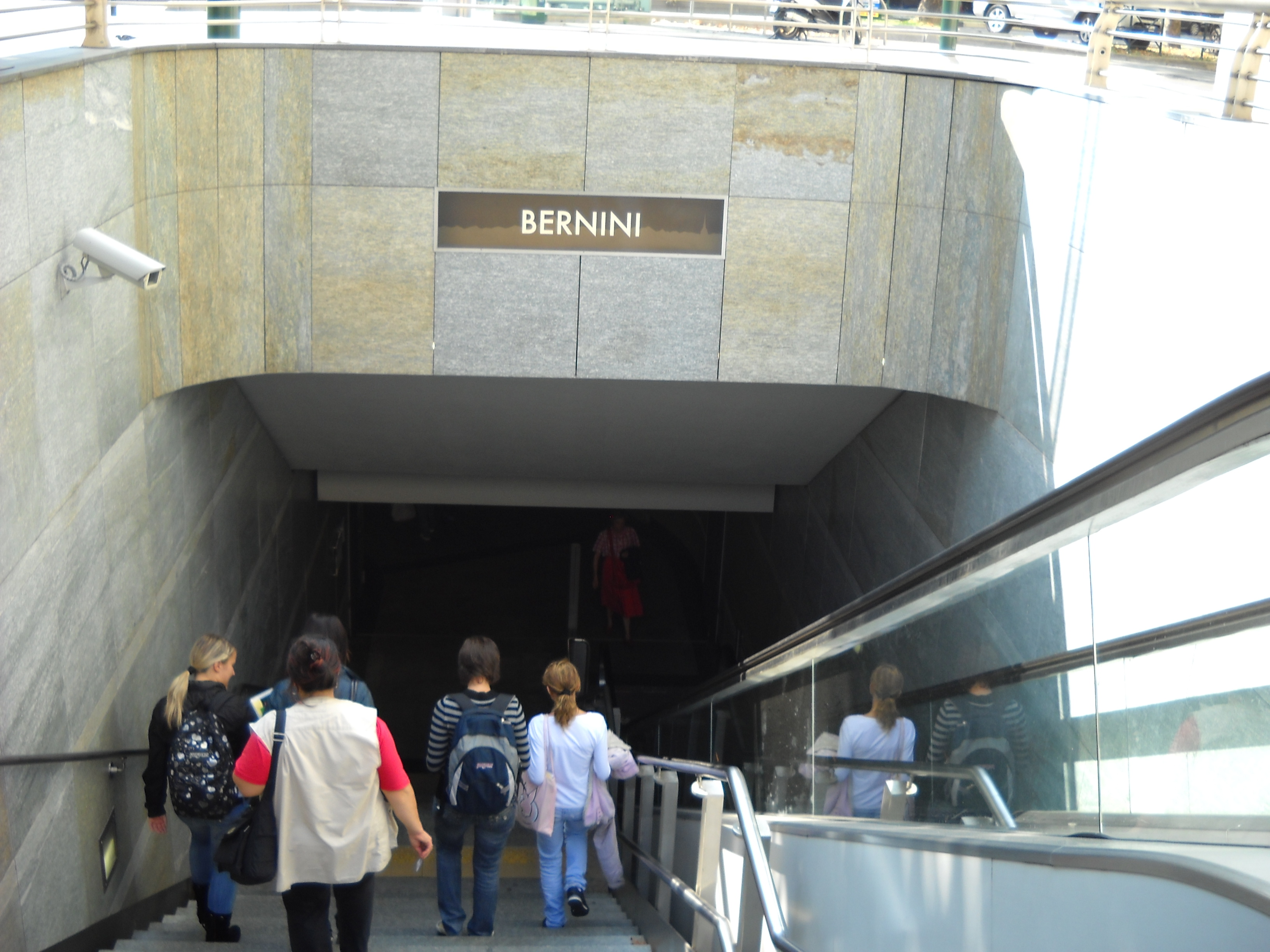
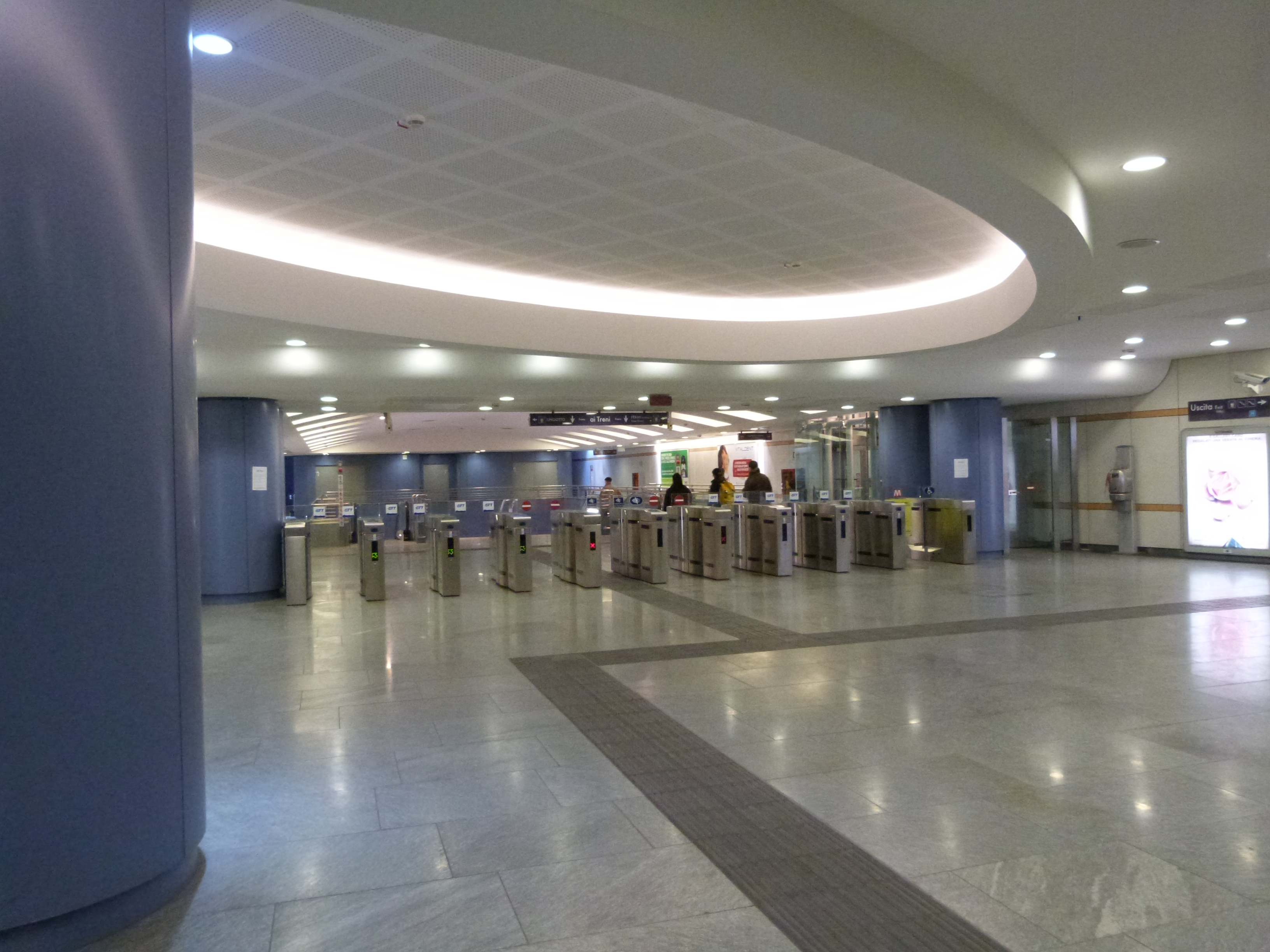